# کورنلیو ساودرا
کورنلیو خوداس تادِئو د ساوِدرا ئی رودریگز (به اسپانیایی: Cornelio Judas Tadeo de Saavedra y Rodríguez؛ زاده ۱۵ سپتامبر ۱۷۵۹ در اوتویو - درگذشته ۲۹ مارس ۱۸۲۹ در بوینس آیرس) افسر نظامی و دولتمرد اهل نایب‌الملک ریو د لا پلاتا بود. وی در انقلاب مه (اولین گام استقلال آرژانتین از اسپانیا) نقش مهمی داشت و به عنوان رئیس اولین دولت، یا پریمرا خونتا، منصوب شد.
ساودرا اولین افسر فرمانده هنگ وطن‌پرستان بود که پس از حملات سرنوشت‌ساز انگلیس به ریو د لا پلاتا ایجاد شد. افزایش نظامی‌گری در شهر و آرامش سیستم کاستاها باعث شد تا ساودرا به عنوان یک فرد کریولو، به چهره‌ای برجسته در سیاست‌های محلی بدل شود. مداخله وی برای خنثی کردن شورش آلزاگا و اجازه دادن به نایب‌الملک سانتیاگو د لینیرس برای در قدرت ماندن، تعیین‌کننده بود. اگرچه او در طول جنگ شبه‌جزیره از تأسیس دولت خونتا در اسپانیا حمایت می‌کرد، اما او خواهان این بود که کریولها نقش بیشتری در آن داشته باشد. وی همچنین از اقدامات عجولانه حذر می‌کرد و چون هنگ وی در هر اقدامی علیه نایب‌الملک بسیار تعیین‌کننده بود، تا زمانی که لحظه استراتژیک خوبی برای انجام این کار نبود، او کمک به شورشیان را انکار می‌کرد. این فرصت در مه ۱۸۱۰ به وجود آمد و انقلاب مه با موفقیت نایب‌الملک را برکنار کرد.
ساودرا به عنوان رئیس پریمرا خونتا منصوب شد که پس از آن قدرت را به دست گرفت. سیاست محلی به زودی بین او و وزیر ماریانو مورنو تقسیم شد. ساودرا خواهان تغییرات تدریجی بود، در حالی که مورنو تغییرات بنیادی‌تر را تبلیغ می‌کرد. ساودرا با نمایندگانی از استان‌های دیگر گسترش خونتا را تشویق کرد. این باعث شد مورنو در اقلیت قرار گیرد و استعفا دهد. شورشی که بعداً به نفع ساودرا انجام شد، طرفداران باقیمانده مورنو را نیز مجبور به استعفا کرد. وی پس از شکست در اولین اردوکشی به پرو علیا، مقام ریاست جمهوری را ترک کرد و به رهبری ارتش شمال پیوست. مخالفان سیاسی، که اولین سه‌نفره را تأسیس کردند، حکم بازداشت ساودرا را صادر کردند. ساودرا تا سال ۱۸۱۵ در تبعید ماند و نهایتاً همه اتهامات علیه وی برداشته شد.